# دنیس سیویل
دنیس سیویل (انگلیسی: Danis Civil؛ زادهٔ ۳ مهٔ ۱۹۸۸) ورزشکار رقص بریک اهل فرانسه است.
وی در مسابقات کشوری و بین‌المللی در مجموع برندهٔ ۲ مدال طلا، ۱ مدال نقره شده است.